# نقيرة (زورق)

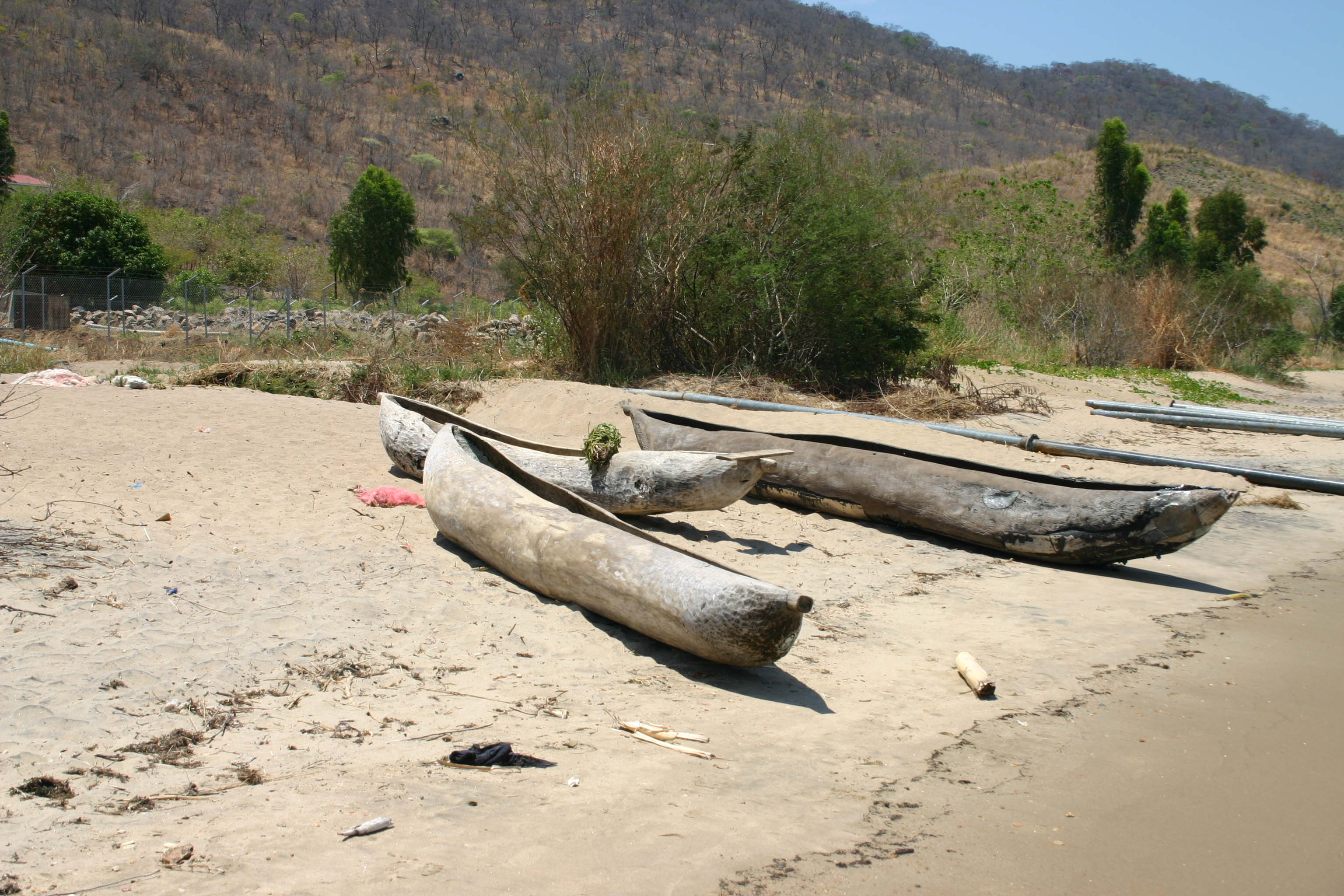
نقائر على شاطئ بحيرة ملاوي

النقيرة أو الزورق الشجري هو قارب أو زورق مصنوع من شجرة مجوفة. تُبنى بعض البيارغة وليس كلها بهذه الطريقة أيضًا. النقيرة هي أقدم أنواع القوارب التي اكتشفها علماء الآثار والتي يعود تاريخها إلى نحو 8000 عام إلى العصر الحجري الحديث.  ربما يرجع ذلك إلى أنها مصنوعة من قطع ضخمة من الخشب والتي تميل إلى البقاء والدوام أفضلَ من غيرها ، مثل قوارب الكانو من اللحاء.استخدم السكان الأصليون في الأمريكتين النقيرة إلى جانب زوارق الكانو اللحائية وزوارق الكيَّاك أيضًا.

## الصور

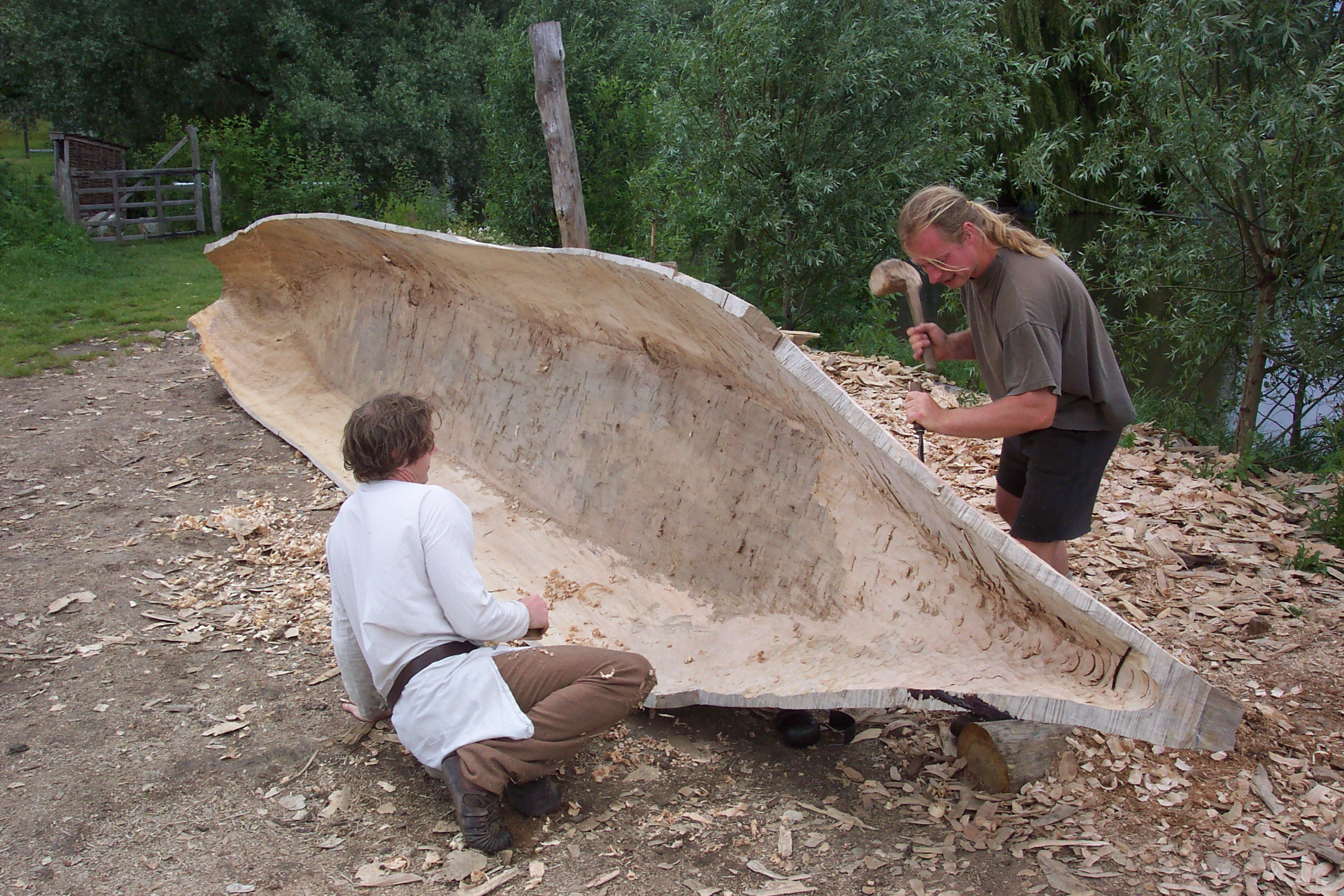
بناء نقيرة بحرية. من المحتمل أن تكون الجوانب قد حُمِّيَت وثُنيت للخارج.
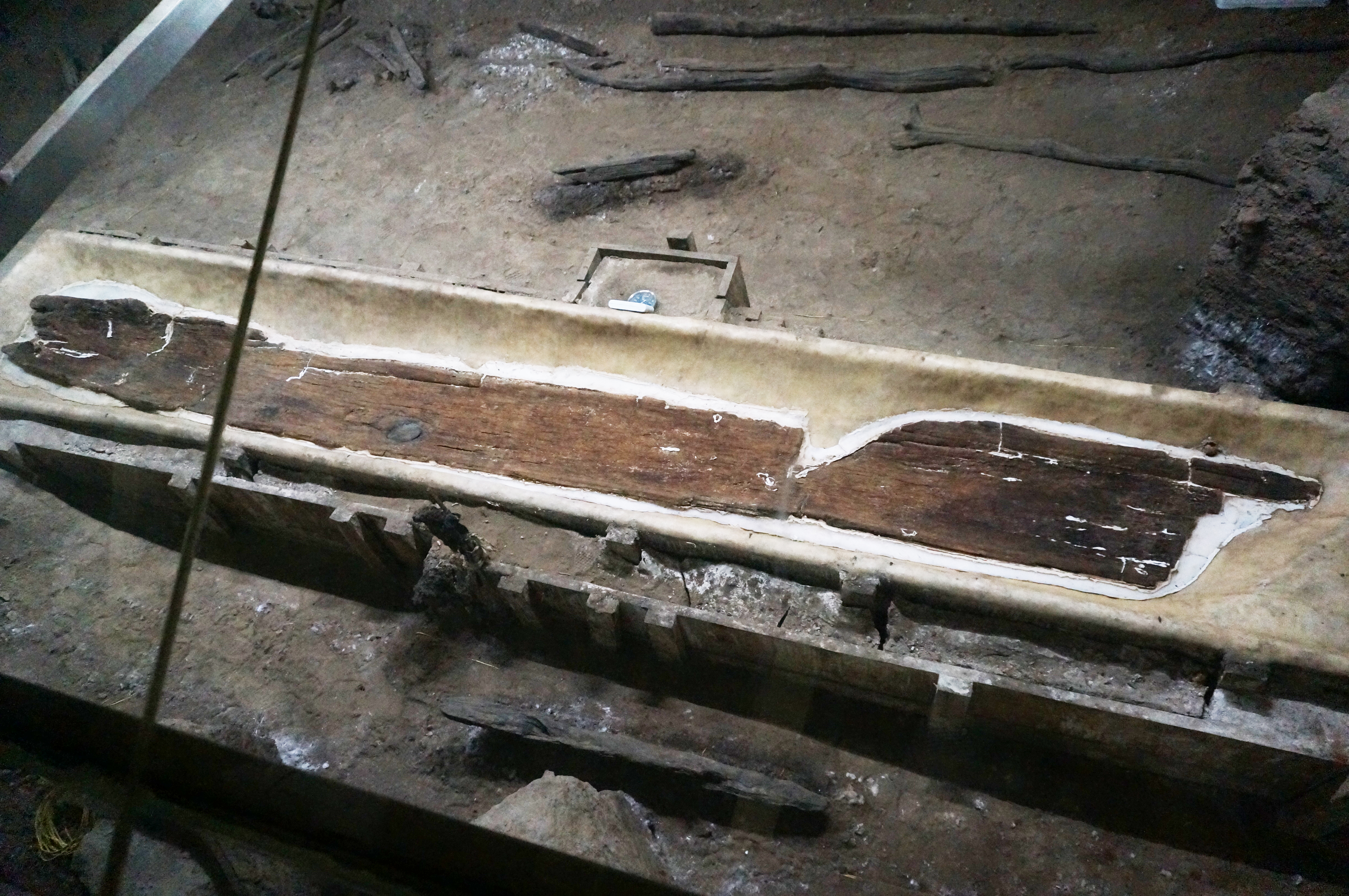
بقايا نقيرها عمرها 8000 عام وجدت في الصين
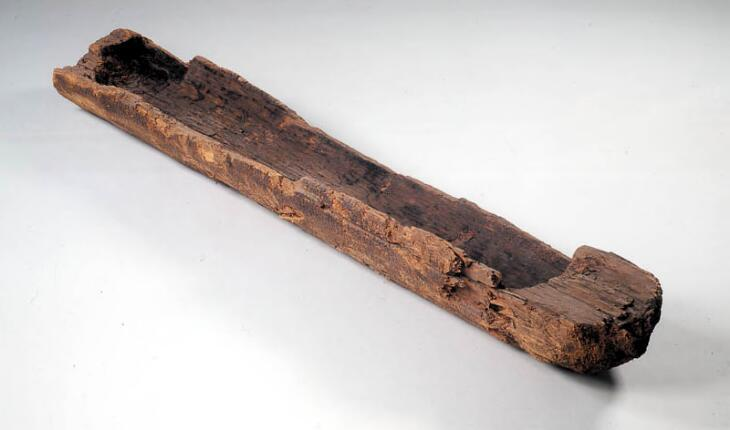
زورق بيس هو أقدم نقيرة معروفة في العالم
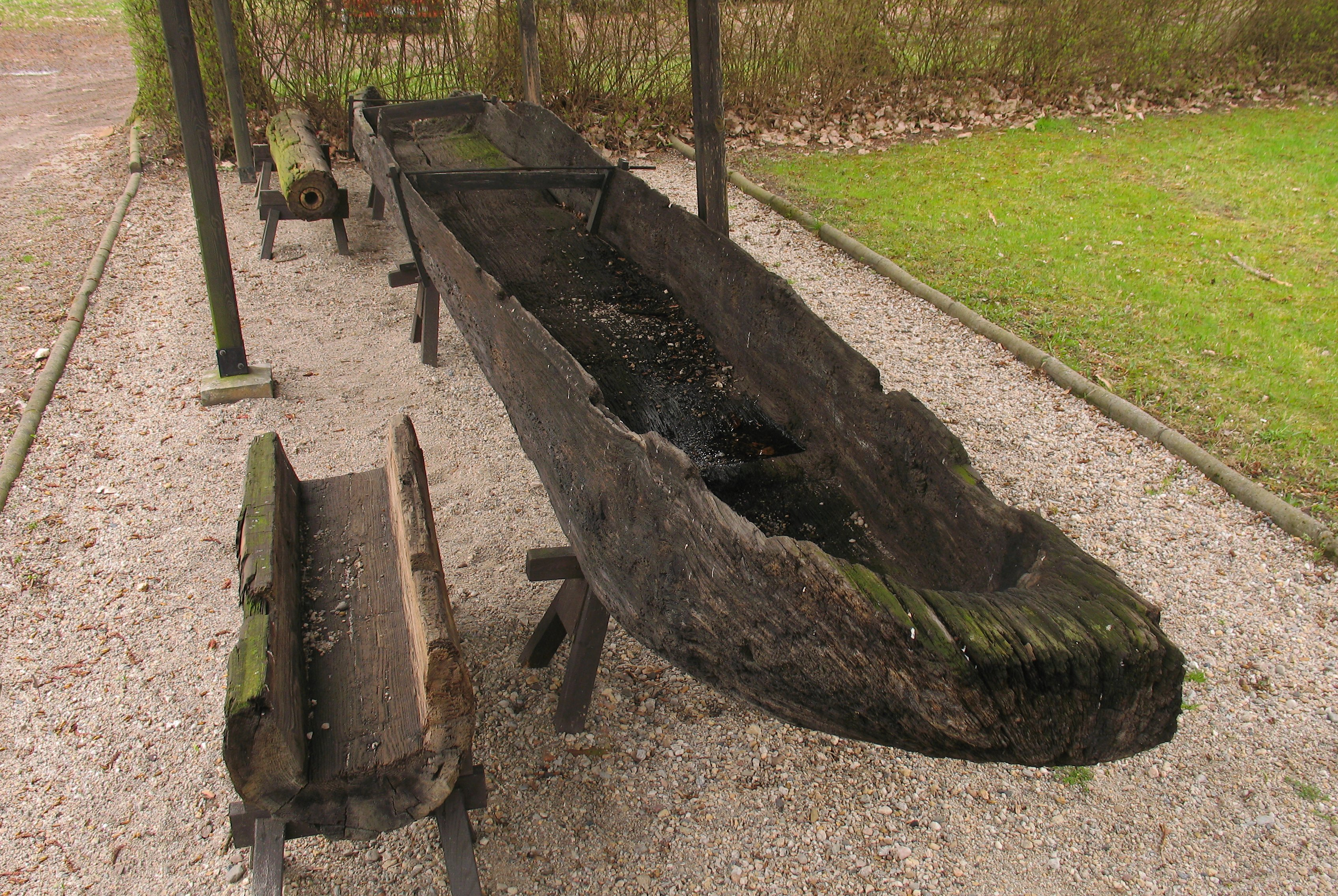
نقيرة صقالبية من القرن العاشر
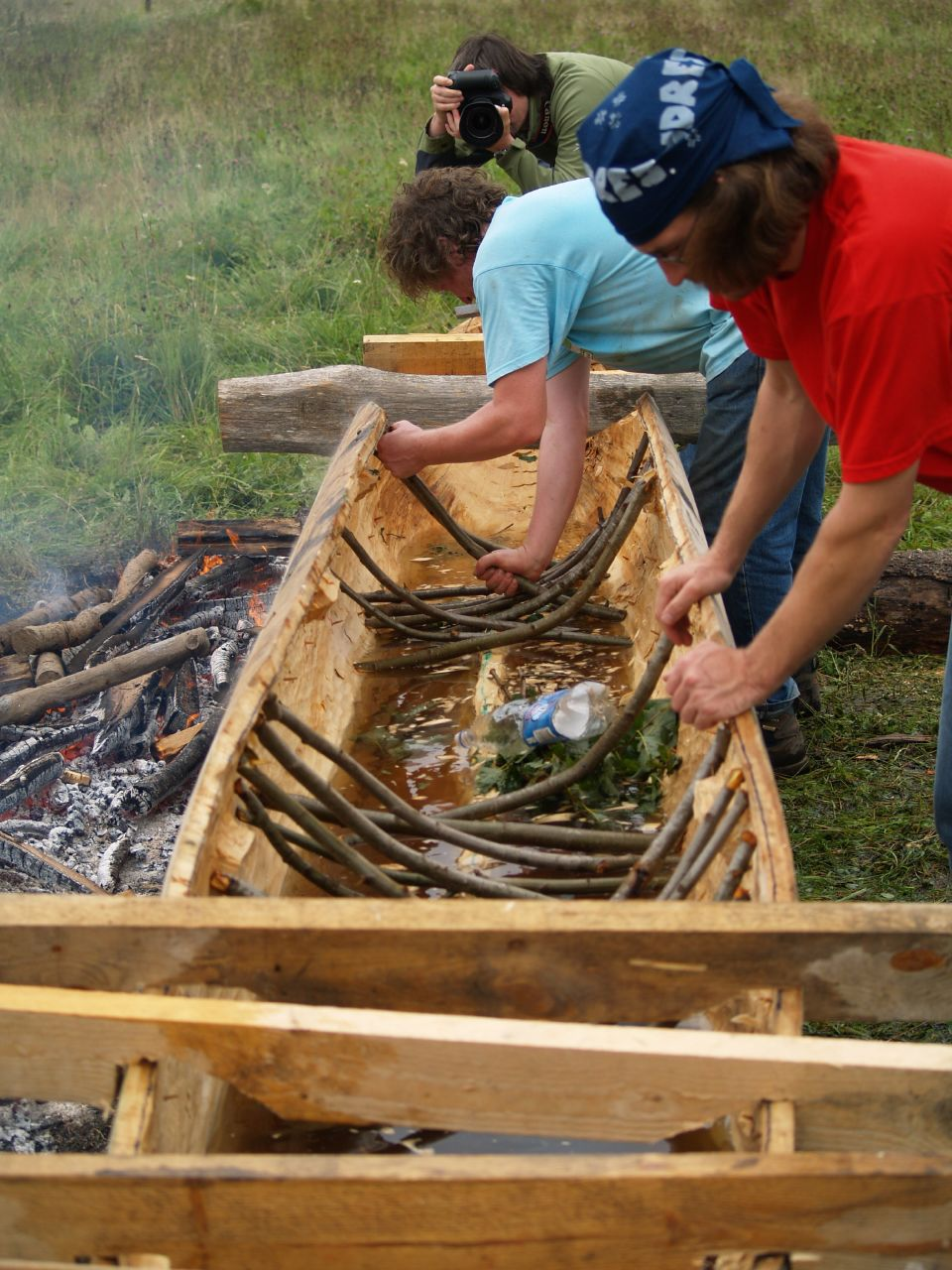
بناء نقيرة في إستونية